# Sávio
Pour les articles homonymes, voir Bortolini, Pimentel (homonymie) et Savio.
Sávio Bortolini Pimentel, ou simplement Sávio (né le 9 janvier 1974 à Vila Velha, Brésil), est un footballeur international brésilien. Il dispose également d'un passeport français. Son poste de prédilection est milieu gauche.

## Biographie
Sávio est formé et révélé à Flamengo où il évolue aux côtés de Romário et Edmundo. En 1998, il part en Europe, au Real Madrid. Malgré quelques blessures, il y gagne des titres continentaux. Mais à la suite de l’arrivée de Vicente del Bosque, ses titularisations se font plus rares. Ainsi, pour sa dernière saison sous contrat avec le club madrilène, il est prêté aux Girondins de Bordeaux. Malgré une saison excellente, les dirigeants girondins ne lèvent pas l’option d’achat en fin de saison, jugée trop chère (environ 10 millions d'euros). Il repart donc ensuite en Espagne, au Real Saragosse. 
En avril 2006, il exprime son désir de revenir jouer au Brésil ; il retourne donc quelques mois à Flamengo, son club formateur. Après un prêt de six mois à la Real Sociedad, il s’engage avec le Levante Unión Deportiva ; malheureusement, à la suite des difficultés financières du club espagnol, il est contraint de résilier son contrat en décembre 2007.
Eté 2008, il joue pour l’équipe chypriote de l’Anorthosis Famagouste, équipe avec laquelle il dispute la Ligue des champions. 
En janvier 2010, il retourne dans son pays natal au Avaí FC (Florianópolis).
Finalement à l'été 2011, handicapé par une blessure, il décide de mettre un terme à sa carrière.

## Carrière

### Équipe nationale
- 21 sélections et 4 buts en équipe du Brésil entre 1994 et 2000.

## Palmarès

### Compétitions nationales
- Championnat du Brésil 1992 (Flamengo)
- Championnat de l'État de Rio 1996 (Flamengo)
- Championnat d'Espagne 2001 (Real Madrid)
- Supercoupe d'Espagne 2001 (Real Madrid)
- Coupe d'Espagne 2004 (Real Saragosse)
- Supercoupe d'Espagne 2004 (Real Saragosse)

### Compétitions internationales
- Finaliste de la Copa América 1995.
- Finaliste de la Gold Cup 1996.
- Troisième aux JO d'Atlanta en 1996.
- Vainqueur de la Ligue des champions en 1998, 2000, 2002 (Real Madrid).
- Vainqueur de la Coupe intercontinentale en 1998 (Real Madrid).